# Spišská Nová Ves
Spišská Nová Ves (tyska: (Zipser) Neu(en)dorf; ungerska: Igló; polska: Nowa Wieś Spiska) är en stad i regionen Košice i östra Slovakien. Invånarantalet 2006 var 38 357.